# Sosándra
Sosándra är en ort i Grekland.   Den ligger i prefekturen Nomós Péllis och regionen Mellersta Makedonien, i den norra delen av landet, 400 km norr om huvudstaden Aten. Sosándra ligger 170 meter över havet och antalet invånare är 1 178.
Terrängen runt Sosándra är varierad.Runt Sosándra är det ganska glesbefolkat, med 34 invånare per kvadratkilometer. Närmaste större samhälle är Aridaía, 3,5 km sydost om Sosándra. Trakten runt Sosándra består till största delen av jordbruksmark.